# Oxychora candidicosta
Oxychora candidicosta là một loài bướm đêm trong họ Geometridae.